# Kasteel Heidebloem
Kasteel Heidebloem is een neoclassicistisch kasteel uit het begin van de 19e eeuw in Lier. Het kasteel is vermoedelijk gebouwd kort na de verkoop van de voormalige abdij van Nazareth, waarmee het overigens ooit via een toegangsdreef verbonden was. Enkele arduinen vazen uit de 18e eeuw zijn eveneens afkomstig uit de abdij.
Het gebouw raakte in de jaren 1930 vervallen, en werd in de periode 1939-1942 grondig verbouwd, volgens plannen van architect van F. Flerackers. 
Een bijna vierkante gracht omgeeft het domein, waartoe ook een bijgebouw aan de Kromme Ham behoort, en de Heidebloemhoeve aan de Beatrijslaan, beide op hun beurt als erfgoed opgenomen.